# Bandera de Galícia
La bandera gallega moderna va néixer durant el segle xix inspirada en la bandera de la Comandància Naval de La Corunya. Això va ser degut al fet que durant aquest període milers de gallecs emigraven cap Amèrica per fugir de la depressió econòmica i política en la qual es trobava Galícia i el principal port de sortida d'emigrants era el de la Corunya.2019 És definida per l'article 6 de l'Estatut d'Autonomia de Galícia de 1981.
Pel que sembla els emigrants van pensar que la bandera de la comandància naval de Corunya que onejava en el port i en els transatlàntics era de fet la bandera de Galícia. Arribats al nou continent, els emigrants galaico-americans van començar a utilitzar la bandera naval de Corunya com a bandera gallega. Anys més tard, la bandera blanca i blava va creuar l'atlàntic de tornada i va ser adoptada a Galícia com la bandera gallega moderna.
"La Bandera Gallega només té dos colors: blanc i blau. El fons és blanc, i des de l'angle superior de l'esquerra fins a l'angle inferior de la dreta, travessant el centre, una franja de color blau que ha de tenir d'ample la tercera part de l'alt o ample total de la bandera", publicat l'any 1898 en el periòdic "L'Eco de Galícia", L'Havana, Cuba.

## Història

### La Creu de Sant Andreu a la Bandera Gallega
Originalment, la bandera naval de La Corunya era una creu diagonal blava sobre fons blanc. Aquesta creu en forma diagonal és coneguda pel nom de "Creu de Sant Andreu". Sant Andreu és el Sant Patró d'Escòcia i també és un dels sants més populars de Galícia amb 72 parròquies gallegues dedicades al seu nom.
El 1891, la creu de Sant Andreu va ser modificada per a evitar confusions amb la bandera de la marina imperial de Rússia, que també tenia com bandera una creu diagonal blava sobre blanc. La modificació va consistir a llevar-li a la creu un dels seus dos braços diagonals, quedant així el format de la bandera gallega moderna.
La gairebé totalitat de les banderes nacionals europees estan inspirades en creus llatines, en creus gregues, en bandes horitzontals o en bandes verticals. La raó per la qual la bandera gallega consisteix en una banda diagonal és perquè està inspirada, de manera similar a l'escocesa, en la creu de Sant Andreu.

Bandera d'Escòcia on hi ha la creu de Sant Andreu
Bandera naval de la Corunya amb la creu de Sant Andreu (1845-1891)

### Bandera Civil i Bandera d'Estat
La Llei del 29 Maig 1984 de la Xunta de Galícia va fixar les proporcions exactes de la bandera nacional civil en tres mòduls de llarg per dos d'ample, amb una banda blava celeste en proporció 3 mòduls de llarg / 6 o l'equivalent en 0.5. La bandera nacional civil és la bandera gallega que pot ser utilitzada per tots els gallecs.
El Sant Greal, o calze de la sang de Crist, va ser la bandera i escut d'armes del Regne de Galícia des del segle xiii. La representació moderna i oficial de l'escut gallec va ser fixada en l'any 1972 per la Reial Acadèmia Gallega. La RAG va proposar a la Xunta de Galícia de conservar la memòria de la bandera gallega antiga dintre de la bandera gallega moderna. El resultat va ser la superposició de les armes o escut gallec sobre la bandera nacional civil, formant el que es diu 'Bandera d'Estat'. La bandera d'estat o 'oficial' gallega és la que ha de figurar en els actes oficials del govern i institucions gallegues.

### La Bandera de la Dinastia Reial Sueva del Regne de Gallaecia
El 15 de Febrer 1669 la Càtedra de Lugo va presentar un document a la Junta General del Regne de Galícia en el qual afirma que "(...) d'aquí va tenir principi i es va originar esborrar el Drac verd i Lleó vermell (armes dels Reis Suevs que antigament tenien en aquest regne la seva cort), i traslladar al daurat camp de l'escut de les seves armes, l'Hòstia, no dintre de got sacremental oculta (...)". Aquest document va ser recuperat el 1927 per l'historiador Pérez Constantí en el seu llibre "Notas Viejas Galicianas".
Prenent aquestes referències històriques presentades en la Junta General del Regne de Galícia el 1669, s'ha reproduït una bandera moderna amb camp o fons daurat sobre el qual apareixen un drac verd i un lleó vermell. La posició del drac i del lleó en la bandera s'ha determinat d'acord amb l'ús comú i corrent en l'heràldica europea, o sigui, dues bèsties en posició rampant enfrontades la una a l'altra.
La bandera de la Dinastia Sueva és per tant un símbol històric que representa a tots els territoris de l'antiga Gallaecia: l'actual Comunitat Autònoma de Galícia, el nord de Portugal, Bierzo, Astúries, i Lleó

### Bandera del regne de Galícia
Amb gairebé un mil·lenni d'antiguitat, el Sant Grial és el símbol històric que ha vingut representant més antigament a Galícia com a institució política. El Sant Grial, o copa de la sang de Crist, apareix documentat per primera vegada com armes del Regne de Galícia en un Armorial anglès del segle xiii.
La representació gràfica de les armes del Regne Gallec va anar evolucionant contínuament a través dels segles; de l'originari Grial tancat en un reliquiari es passà a la seva representació en forma oberta; l'original camp blau de la bandera es va diversificar també en vermell i blanc; i l'original Greal en camp llis sense cap afegit va passar a contenir decoració diversa com àngels i un nombre variable de creus, entre una, sis, set, o en camp sembrat. El Greal va ser primerament el símbol dels Reis Gallecs medievals i, a l'Edat Moderna, passà a ser un blasó a l'escut general dels reis d'Espanya, que també eren reis del Regne Gallec.,
La representació moderna i oficial de les Armes o Escut de Galícia van ser establertes en l'any 1972 per la Reial Acadèmia Gallega. La superposició de les armes o escut gallec sobre la bandera nacional civil formen la bandera Oficial actual de Galícia.

## Altres banderes

Bandera de la Plataforma Nunca Máis
Bandera independentista gallega anomenada Estreleira